# Fragolino

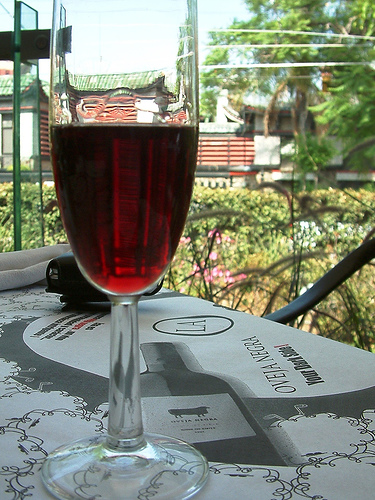
Calice di fragolino

Il fragolino è una bevanda, ferma o frizzante , ottenuta dalla vinificazione di uva della specie Vitis labrusca (o dei suoi ibridi con la europea), conosciuta come uva fragola, detta anche uva americana, Isabella, Raisin de Cassis (uve non europee).

## Legislazione europea
Una legge dell'Unione europea, tesa a contrastare la concorrenza al mercato vinicolo europeo da parte di vini prodotti con uve non europee, spesso di minori qualità e costo, ne ha reso illegale la vendita (ma non la produzione per uso personale). La normativa europea peraltro ricalca pressoché esattamente le normative nazionali preesistenti, che avevano lo stesso scopo.

## Commercializzazione
Può accadere che quello che si trova attualmente in commercio in UE, non sia fragolino prodotto da uva fragola, bensì "fermentato alcolico" di frutta, addizionato di aromi naturali o artificiali al gusto di fragola, con sciroppi e melasse. In accordo con le normative tali fermentati se commercializzati, sia per l'origine, che per le varie additivazioni, non possono essere definiti commercialmente "vino".
La bevanda si può acquistare anche fuori dall'UE (in particolare in Svizzera, USA,  Australia, dove l'uva fragola è nota anche con i sinonimi di seksarda o pierce). Comunque la produzione di vino da tale tipo di uve è problematica, sia per le pratiche che sono necessarie per ridurre i sapori acri, che per aumentare le caratteristiche di stabilità del vino.
L'unica regione dell'UE in cui è possibile produrre e vendere vino ottenuto da uva fragola è il Burgenland, in Austria, dove il tentativo di vietare l'Uhudler ha causato le proteste di consumatori e produttori.
Anche nei paesi dove è prodotto commercialmente tale vino ha caratteristiche inferiori a quello prodotto localmente con varietà pregiate della vite vinifera europea. La produzione di tale vino ha senso solamente dove la coltivazione della vite europea è difficile o non è climaticamente possibile.
A fattore concomitante e giustificativo delle norme restrittive, è sempre stato evidenziato, nel fermentato di uva fragola, il maggior contenuto di metanolo, che ha attività tossica, e/o di tannino, rispetto alle viti europee. Tale fatto è oggettivamente vero, ma le differenze rispetto alla vite europea sono marginali e si riducono o si annullano se la vinificazione avviene avendo cura di non coinvolgere in fermentazione le bucce, i vinaccioli e soprattutto il graspo.
Sono stati fatti collegamenti a sofisticazioni alimentari (scandalo del vino al metanolo) in cui effettivamente i produttori di fragolino non furono mai coinvolti. In realtà, da misurazioni comparative tra vini da Vitis vinifera e da V. labrusca non sono mai risultate quantità di metanolo che giustificassero misure di divieto al consumo nei confronti della seconda, che infatti non esistono.